# Theme from Mission: Impossible
Theme from Mission: Impossible – główny temat muzyczny ze ścieżki dźwiękowej serialu Mission: Impossible nadawanego w latach 1966–1973.

## Singiel Lalo Schifrina
Temat został skomponowany przez argentyńskiego kompozytora Lalo Schifrina w 1966 roku i pojawiał się w kilku innych obrazach z serii Mission: Impossible, w tym w serialu telewizyjnym z 1988 roku, serii filmów i serii gier wideo.
Temat jest napisany w metrum 5/4.
Utwór otrzymał Nagrodę Grammy w kategorii Best Instrumental Composition na 10. Grammy Awards, które odbyły się 29 lutego 1968 roku.

## Wersja Adama Claytona i Larry'ego Mullena Jr.
W 1996 roku temat został zaaranżowany przez członków U2 Adama Claytona i Larry'ego Mullena Jr. do potrzeb ścieżki dźwiękowej filmu Mission: Impossible w reżyserii Briana De Palmy. Wersja stała się hitem w Stanach Zjednoczonych, osiągając siódme miejsce na liście Billboard Hot 100 i otrzymując złoty certyfikat. W Ameryce sprzedano 500 000 egzemplarzy.